# Carmara
Carmara là một chi bướm đêm thuộc họ Noctuidae.

## Các loài
- Carmara subcervina Walker, [1863]